# Dave Lowry
David John Lowry (né le 14 février 1965 à Sudbury dans la province d'Ontario au Canada) est un joueur professionnel canadien de hockey sur glace devenu entraîneur. Il évoluait à la position d'ailier gauche.
Il a deux fils, Adam et Joel, qui sont également des joueurs de hockey professionnels.

## Biographie

### Carrière de joueur
Au terme de sa première saison avec les Knights de London de la Ligue de hockey de l'Ontario, il est choisi par les Canucks de Vancouver au 110e rang lors du repêchage d'entrée dans la LNH 1983. Après avoir joué deux autres saisons avec les Knights, il rejoint les Canucks lors de la saison 1985-1986. Il joue deux saisons à temps plein avec les Canucks avant de jouer majoritairement la saison 1987-1988 dans la Ligue américaine de hockey, avec l'Express de Fredericton, club affilié aux Canucks.
Le 29 septembre 1988, il passe aux Blues de Saint-Louis en retour d'Ernie Vargas et commence la saison 1988-1989 dans la Ligue internationale de hockey avec les Rivermen de Peoria avant d'être rappelé par les Blues vers février 1989 et jouer le restant de la saison avec l'équipe du Missouri. Il réalise sa meilleure saison offensive dans la ligue nationale en 1990-1991 avec une récolte de 19 buts et 40 points.
Après cinq saisons avec les Blues, il est laissé sans protection par l'équipe en vue du repêchage d'expansion de 1993 et est réclamé par les Panthers de la Floride. Il contribue aux succès des Panthers lors des séries éliminatoires en 1996 où il marque 10 buts au cours de ces séries et aide l'équipe à atteindre la finale de la Coupe Stanley mais son équipe se fait balayer par l'Avalanche du Colorado 4 matchs à 0.
Une transaction l'amène aux Sharks de San José en novembre 1997. Ralenti par les blessures, il manque notamment une partie de la saison 1999-2000 en raison d'une blessure à l'épaule. Lors de l'intersaison 2000, il signe un contrat en tant qu'agent libre avec les Flames de Calgary et est nommé capitaine de l'équipe. À sa première saison à Calgary, il réalise une performance respectable avec une récolte de 18 buts et 35 points.
Au cours de la saison de la saison 2001-2002, il perd son titre de capitaine au profit de Robert Boughner et Craig Conroy, nommés cocapitaines. Encore touché par les blessures, il fait même un séjour dans les ligues mineures en 2002-2003 en jouant dans la LAH avec les Flames de Saint-Jean. Une blessure abdominale lui fait manquer la majorité de la saison 2003-2004 mais malgré tout, Lowry et son équipe atteignent la finale de la Coupe Stanley au cours des séries 2004, finale perdue contre le Lightning de Tampa Bay. Il s'agit de sa dernière saison professionnelle.

### Carrière d'entraîneur
Retraité de sa carrière de joueur, il est nommé entraîneur adjoint en 2005 par les Hitmen de Calgary, équipe junior évoluant dans la Ligue de hockey de l'Ouest. Il est nommé entraîneur-chef de cette équipe en 2008-2009. Il mène l'équipe à une fiche de 59-9-3-1 et 122 points, bon pour le titre de champion de la saison régulière et mène les Hitmen en finale de la Coupe Ed Chynoweth, perdue contre les Rockets de Kelowna. Il s'agit de sa seule saison en tant qu'entraîneur-chef des Hitmen puisqu'il est promu à titre d'entraîneur adjoint à Brent Sutter avec les Flames de Calgay en juin 2009.
Au bout de trois saisons avec les Flames où ils ne se qualifient pas pour les séries, son contrat n'est pas renouvelé après la saison 2011-2012 et il retourne entraîner chez les juniors où il est nommé entraîneur-chef des Royals de Victoria.
Lors du championnat du monde junior de 2015, il est un des entraîneurs adjoint à Benoît Groulx de l'équipe canadienne junior qui remporte la médaille d'or. Il est nommé entraîneur-chef lors de l'édition suivante mais ne parvient pas à répéter l'exploit, les jeunes Canadiens finissant à la sixième place après une défaite en quart de finale. 

## Statistiques
| Saison     | Équipe                 | Ligue      |       | Saison régulière | Saison régulière | Saison régulière | Saison régulière | Saison régulière |    | Séries éliminatoires | Séries éliminatoires | Séries éliminatoires | Séries éliminatoires | Séries éliminatoires |
| Saison     | Équipe                 | Ligue      | PJ    | B                | A                | Pts              | Pun              | PJ               | B  | A                    | Pts                  | Pun                  |                      |                      |
| 1982-1983  | Knights de London      | LHO        | 42    | 11               | 16               | 27               | 48               | 3                | 0  | 0                    | 0                    | 14                   |                      |                      |
| 1983-1984  | Knights de London      | LHO        | 66    | 29               | 47               | 76               | 125              | 8                | 6  | 6                    | 12                   | 41                   |                      |                      |
| 1984-1985  | Knights de London      | LHO        | 61    | 60               | 60               | 120              | 94               | 8                | 6  | 5                    | 11                   | 10                   |                      |                      |
| 1985-1986  | Canucks de Vancouver   | LNH        | 73    | 10               | 8                | 18               | 143              | 3                | 0  | 0                    | 0                    | 0                    |                      |                      |
| 1986-1987  | Canucks de Vancouver   | LNH        | 70    | 8                | 10               | 18               | 176              | -                | -  | -                    | -                    | -                    |                      |                      |
| 1987-1988  | Canucks de Vancouver   | LNH        | 22    | 1                | 3                | 4                | 38               | -                | -  | -                    | -                    | -                    |                      |                      |
| 1987-1988  | Express de Fredericton | LAH        | 46    | 18               | 27               | 45               | 59               | 14               | 7  | 3                    | 10                   | 72                   |                      |                      |
| 1988-1989  | Rivermen de Peoria     | LIH        | 58    | 31               | 35               | 66               | 45               | -                | -  | -                    | -                    | -                    |                      |                      |
| 1988-1989  | Blues de Saint-Louis   | LNH        | 21    | 3                | 3                | 6                | 11               | 10               | 0  | 5                    | 5                    | 4                    |                      |                      |
| 1989-1990  | Blues de Saint-Louis   | LNH        | 78    | 19               | 6                | 25               | 75               | 12               | 2  | 1                    | 3                    | 39                   |                      |                      |
| 1990-1991  | Blues de Saint-Louis   | LNH        | 79    | 19               | 21               | 40               | 168              | 13               | 1  | 4                    | 5                    | 35                   |                      |                      |
| 1991-1992  | Blues de Saint-Louis   | LNH        | 75    | 7                | 13               | 20               | 77               | 6                | 0  | 1                    | 1                    | 20                   |                      |                      |
| 1992-1993  | Blues de Saint-Louis   | LNH        | 58    | 5                | 8                | 13               | 101              | 11               | 2  | 0                    | 2                    | 14                   |                      |                      |
| 1993-1994  | Panthers de la Floride | LNH        | 80    | 15               | 22               | 37               | 64               | -                | -  | -                    | -                    | -                    |                      |                      |
| 1994-1995  | Panthers de la Floride | LNH        | 45    | 10               | 10               | 20               | 25               | -                | -  | -                    | -                    | -                    |                      |                      |
| 1995-1996  | Panthers de la Floride | LNH        | 63    | 10               | 14               | 24               | 36               | 22               | 10 | 7                    | 17                   | 39                   |                      |                      |
| 1996-1997  | Panthers de la Floride | LNH        | 77    | 15               | 14               | 29               | 51               | 5                | 0  | 0                    | 0                    | 0                    |                      |                      |
| 1997-1998  | Panthers de la Floride | LNH        | 7     | 0                | 0                | 0                | 2                | -                | -  | -                    | -                    | -                    |                      |                      |
| 1997-1998  | Sharks de San José     | LNH        | 50    | 4                | 4                | 8                | 51               | 6                | 0  | 0                    | 0                    | 18                   |                      |                      |
| 1998-1999  | Sharks de San José     | LNH        | 61    | 6                | 9                | 15               | 24               | 1                | 0  | 0                    | 0                    | 0                    |                      |                      |
| 1999-2000  | Sharks de San José     | LNH        | 32    | 1                | 4                | 5                | 18               | 12               | 1  | 2                    | 3                    | 6                    |                      |                      |
| 2000-2001  | Flames de Calgary      | LNH        | 79    | 18               | 17               | 35               | 47               | -                | -  | -                    | -                    | -                    |                      |                      |
| 2001-2002  | Flames de Calgary      | LNH        | 62    | 7                | 6                | 13               | 51               | -                | -  | -                    | -                    | -                    |                      |                      |
| 2002-2003  | Flames de Saint-Jean   | LAH        | 22    | 3                | 6                | 9                | 16               | -                | -  | -                    | -                    | -                    |                      |                      |
| 2002-2003  | Flames de Calgary      | LNH        | 34    | 5                | 14               | 19               | 22               | -                | -  | -                    | -                    | -                    |                      |                      |
| 2003-2004  | Flames de Calgary      | LNH        | 18    | 1                | 1                | 2                | 11               | 10               | 0  | 0                    | 0                    | 6                    |                      |                      |
| Totaux LNH | Totaux LNH             | Totaux LNH | 1 084 | 164              | 187              | 351              | 1 191            | 111              | 16 | 20                   | 36                   | 181                  |                      |                      |

## Honneurs personnels
- 1984-1985 : première équipe d'étoiles de la LHO.

## Transactions
- Repêchage de 1983 : repêché par les Canucks de Vancouver au 6e tour, 110e rang ;
- 29 septembre 1988 : échangé par les Canucks aux Blues de Saint-Louis contre Ernie Vargas ;
- 24 juin 1993 : réclamé au repêchage d'expansion par les Panthers de la Floride ;
- 13 novembre 1997 : échangé par les Panthers aux Sharks de San José avec un choix de premier tour au repêchage de 1998 (échangé par la suite au Lightning de Tampa Bay qui repêche Vincent Lecavalier) contre Viktor Kozlov et un choix de cinquième tour au repêchage de 1998  (Jaroslav Špaček) ;
- 24 juillet 2000 : signe en tant qu'agent libre avec les Flames de Calgary.